# 황령터널
황령터널(荒嶺터널)은 부산광역시 부산진구 전포동과 남구 대연동을 이어주는 터널이다.
1989년 4월 12일 공사를 위한 실시설계에 착수, 1990년 9월 20일 기공식 후 대연동과 전포동에서 동시에 착공할 예정이었으나 민원 발생으로 대부분의 굴착작업이 대연동 방향에서 먼저 수행되었다. 민원으로 인해 공사가 일시 중단되었던 전포동 측은 1993년 2월 20일부터 공사가 시작되어 1993년 12월 20일 관통, 1995년 6월 15일 준공 개통 되었다.
전포동에서는 부산의 제2도시고속도로인 동서고가로와 직결되고, 대연동에서는 대남지하차도를 통해 광안대교로 이동 할 수 있다. 서면에서 경성대나 해운대방향으로 가장 빠르게 연결해주는 터널이다. 1996년 5월부터 통행료를 징수하기 시작해 2016년 5월까지 징수할 예정이었으나 민간투자비용이 조기에 환수되어 2010년 10월 1일 부산광역시 유료도로 통행료 징수 등에 관한 조례가 개정되어 무료화되었다. 무료화로 인해 통행량이 늘어 혼잡도가 상당하다. 

## 연혁
- 1989년 4월 12일 : 실시설계 착수
- 1990년 9월 20일 : 기공식
- 1993년 12월 20일 : 터널 관통
- 1995년 6월 15일 : 터널 개통
- 1996년 5월 : 통행료 징수 개시
- 2010년 10월 1일 : 통행료 징수 폐지로 무료화[1]

## 구조
- 편도 2차선의 쌍굴형식 (연장 1.83km)

## 통행료
황령터널 통행료는 1996년 5월부터 징수하기 시작해 2016년 5월까지 징수할 예정이었으나 2010년 10월 1일부터 폐지되었다. 다음은 폐지 전 통행료이다.